# Sixt i Hou de Celrà
|  | Per a altres significats, vegeu «Hou de Montgrony». |

Sixt i Hou o Sist i Thou (Girona o Celrà, final del segle iii - 303) van ser, segons una tradició, dos cristians que van morir martiritzats a Girona. Són venerats com a sants per l'Església catòlica a Celrà i Girona, però no consten al Martirologi romà.
És probable que siguin figures llegendàries sense existència real, ja que no consten citats en cap document antic, ni en martirologis versemblants, i el seu culte i llegenda són molt tardans, com el d'altres sants ficticis similars.

## Llegenda
El nom d'Hou (i de "Sant Hou", Tou o Santou) correspondria a un derivat d'Eobald, Teobald o Eudald). En una de les primeres referències a les relíquies s'esmenten com de "sancti Eovalli", sant Euvald.
Aquest i Sixt haurien estat dos joves (nens o adolescents) cristians que no van voler renunciar a la seva fe durant la persecució de Dioclecià. La llegenda situa el seu martiri a Girona, on haurien estat degollats per orde del prefecte Rufí el dia 24 de març de l'any 303,.

## Veneració
Els seus cossos van ésser enterrats en un lloc desconegut. Fins al segle xiii, entre 1227 i 1234, no van tenir culte; llavors, un pagès va veure unes llums misterioses (o per la revelació d'un àngel en un somni) sobre un bardissar vora el camí, prop de Celrà, i va trobar-hi unes restes que van ser les dels màrtirs: era un 7 de maig, que passarà a ésser la festivitat litúrgica dels sants. Traslladades a l'església de Sant Feliu de Celrà, els dos van ésser proclamats patrons de la localitat. Un reconeixement de les restes fet en 1750 pel vicari general de Girona va constatar que corresponien a nens o adolescents.
La celebració a Celrà es va establir en dos dies: San Sixt, el mateix dia de l'aniversari de la troballa de les relíquies, el 7 de maig, festa major del poble; Sant Hou, el 17 de juliol, festa major d'estiu.
Tenen uns Goigs dedicats en la parròquia que comencen així: Dels devots, Sants Martyrs sou admirables Protectors; Pregau Sant Sist y Sant Thou, a Déu per als pecadors.
S'ha dit que Sant Sixt és una cristianització d'alguna divinitat pagana relacionada amb la pagesia, ja que l'abril correspon a l'època de germinació de les llavors. Una dita local diu "Els fesols, es planten per sant Sixt i es mengen per sant Ou" i una altra "No és bon Sant Sixt i Sant Hou si no plou".
Tot i que de vegades s'ha confós amb Sant Eudald, la tradició els tracta com a sants diferenciats.

## Les relíquies
El reliquiari amb les restes dels sants màrtirs fou destruït en el saqueig que patí l'església de Celrà el dia 20 de juliol de 1936, al començament de la Guerra Civil